# Marco Polo (miniserial)
Marco Polo – włosko-amerykański miniserial z 1982 opowiadający o przygodach legendarnego podróżnika Marco Polo.

## Obsada
- Ken Marshall – Marco Polo
- Denholm Elliott – Niccolò Polo
- Tony Vegel – Matteo Polo
- David Warner – Rustichello
- F. Murray Abraham – Jacopo
- Mario Adorf – Giovanni
- Leonard Nimoy – Achmet
- Ian McShane – Ali Ben Yussouf

W mniejszych rolach i epizodach wystąpili m.in.: Anne Bancroft, Burt Lancaster, John Gielgud, John Houseman, Vladek Sheybal.